# ملکال
ملکال یک منطقهٔ مسکونی در سودان جنوبی است که در نیل بالا واقع شده‌است. ملکال ۱۴۷٬۴۵۰ نفر جمعیت دارد و ۳۸۵ متر بالاتر از سطح دریا واقع شده‌است.

## نگارخانه

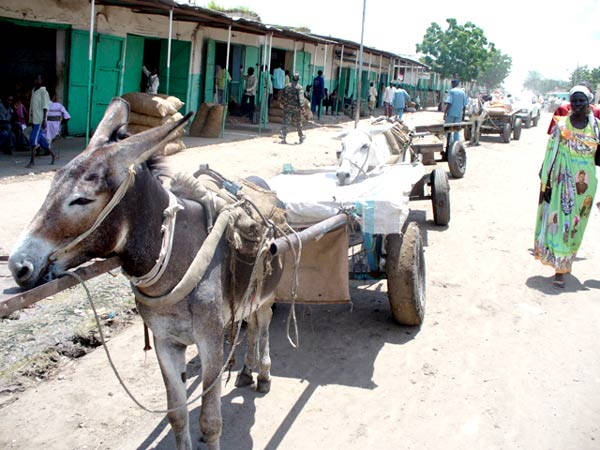
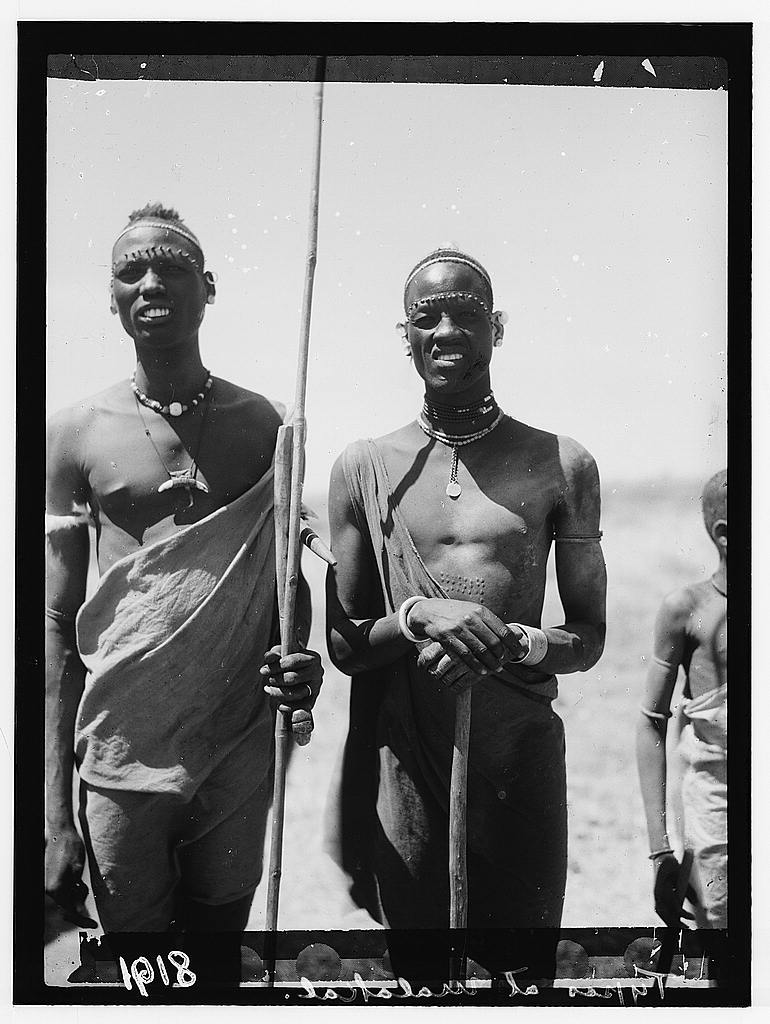
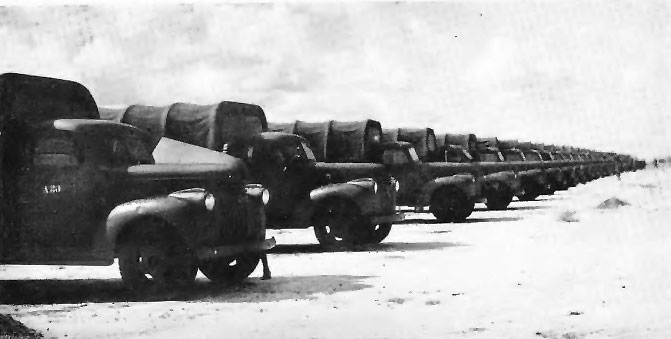